# Vater – Otac
Vater – Otac (Originaltitel nur Otac) ist ein Filmdrama von Srđan Golubović, das im Februar 2020 im Rahmen der Filmfestspiele in Berlin seine Premiere feierte und am 2. Dezember 2021 in die deutschen Kinos kam. Im Film macht sich ein Vater auf einen Fußmarsch nach Belgrad, um seine Kinder zurückzubekommen, die die korrupte Behörde seiner Stadt in Pflegefamilien untergebracht hat, weil man ihm nicht zutraut, sich um diese kümmern zu können.

## Handlung
Nikola verdingt sich als Gelegenheitsarbeiter in einer kleinen Stadt in Serbien. Als seine Ehefrau Biljana mit ihren zwei Kindern und einer Flasche Benzin auf den Hof der Fabrik kommt, droht sie, sich und die Kinder in Brand zu setzen. Als sie ihr Versprechen wahr zu machen versucht, können die Anwesenden die in Flammen stehende Frau nur mit Mühe löschen.
Weil man Nikola nicht zutraut, sich alleine um sie zu kümmern und es in ihrer Wohnung weder Strom noch fließendes Wasser gibt, da sie die letzten Rechnungen nicht bezahlen konnten, sollen die Kinder in Pflegefamilien untergebracht werden, bis er ein angemessenes Lebensumfeld für die beiden schafft. Trotz seiner Appelle an die Behörden gibt man ihm seine Kinder jedoch nicht zurück.
Er will die Entscheidung des Sozialen Dienstes und dessen Leiters Vasiljević nicht hinnehmen und macht sich auf einen 300 Kilometer langen Fußmarsch nach Belgrad, um sich direkt an das nationale Sozialministerium zu wenden. Mit einer Decke, einer Flasche Wasser, einem Laib Brot und einem Stück Speck im Rucksack beginnt er seine fünftägige Reise in die serbische Hauptstadt.

## Produktion
Der Film erzählt die auf einer wahren Begebenheit basierende Geschichte eines Vaters, der einen 300 Kilometer langen Weg von der Provinz in die serbische Hauptstadt Belgrad zu Fuß zurücklegt, um seinem verzweifelten Wunsch Ausdruck zu verleihen, seine Kinder wieder zugesprochen zu bekommen. Regie führte der Serbe Srdan Golubović, der gemeinsam mit Ognjen Svilicić auch das Drehbuch schrieb.
Von der Mitteldeutschen Medienförderung wurde eine Produktionsförderung in Höhe von 150.000 Euro gewährt. Zudem wurde das Projekt mit 240.000 Euro von Eurimages gefördert.
Goran Bogdan, einer der meistbeschäftigten kroatischen Schauspieler, geboren im ehemaligen Jugoslawien, spielt den titelgebenden Vater Nikola. Nada Šargin spielt in der kurzen Eröffnungssequenz Mutter Biljana. Boris Isaković spielt Vasiljević, den Chef der dreiköpfigen Kommission des Sozialen Dienstes. In weiteren Rollen sind Milica Janevski, Muharem Hamzić, Ajla Šantić, Vahid Džanković, Jovo Maksić, Milan Marić un Nikola Rakocevic zu sehen.
Die Dreharbeiten fanden an den Handlungsorten statt, so in Belgrad, in Ostserbien sowie einigen westserbischen Gebirgsregionen.
Die Weltpremiere erfolgte am 22. Februar 2020 im Rahmen der Filmfestspiele in Berlin, wo der Film in der Sektion Panorama gezeigt wurde. Nach einer ersten Vorstellung beim Filmfestival in Belgrad kam der Film Anfang März in die serbischen Kinos. Von 10. bis 12. August 2020 wurde er im Berliner Freiluftkino Friedrichshain gezeigt. Ende August, Anfang September 2020 wurde er beim Fünf Seen Filmfestival vorgestellt, Ende August 2020 beim Molodist International Film Festival und Ende September, Anfang Oktober 2020 beim Vancouver International Film Festival und beim virtuellen Calgary International Film Festival. Im November 2020 wurde er beim online stattfindenden Internationalen Filmfestival Thessaloniki in der Balkan-Sektion gezeigt, im gleichen Monat beim Minsk International Film Festival „Listapad“. Im Dezember 2020 wurde er beim Les Arcs Film Festival vorgestellt. Im Oktober 2021 wird der Film beim Nuremberg International Human Rights Film Festival gezeigt. Der Kinostart in Deutschland erfolgte am 2. Dezember 2021.

## Rezeption

### Altersfreigabe und Kritiken
In Deutschland wurde der Film von der FSK ab 12 Jahren freigegeben.
Von den bei Rotten Tomatoes aufgeführten Kritiken sind alle positiv.
Vladan Petkovic schreibt im Online-Kinomagazin Cineuropa, durch Nikolas Augen sehe man auf dieser Reise die Ergebnisse einer Reihe von schlechten Regierungen, die das Land in den letzten 20 Jahren durchgemacht hat, so Straßen voller Schlaglöcher, verlassene Fabriken und Tankstellen und heruntergekommene Wohngebäude. In den einzelnen Episoden treffe er sowohl auf gutherzige als auch auf nicht so nette Menschen, wodurch der Film das Bild einer vollständigen Gesellschaft zeichne, in der das bestehende System nur denjenigen dient, die privilegiert und an der Macht sind, wobei der kleine, gewöhnliche Mann auf der Strecke bleibt, um einen nicht gewinnbaren Kampf für seine grundlegenden Menschenrechte zu führen, so Petkovic. Nikola sei kein Kämpfer für die soziale Gerechtigkeit, sondern einfach ein Vater, der seine Kinder zurück will, und Goran Bogdan spiele diesen mit einer extrem hohen naturalistischen Intensität und als einen Mann mit wenigen Worten, dessen Augen und subtile Gesichtsausdrücke uns alles sagen, was wir über seine Natur und seinen Geisteszustand wissen müssen. Angesichts der Art und Weise, wie Srdan Golubović und Ognjen Svilicić das Drehbuch geschrieben haben, bleibe Wut und Empörung dem Publikum überlassen.
Der Filmdienst schreibt, der Film zeige das noch in sozialistischer Willkür verhaftete kommunale System, korrupte Strukturen, ein krasses Stadt-Land-Gefälle sowie die schwer zu ertragende Verwahrlosung eines ganzen Landes. Dadurch, dass es dem Vater gelinge, in zurückhaltender und gewaltfreier Weise mit der katastrophalen Anspannung, seinen Schuldgefühlen und den Herausforderungen
auf dem Weg nach Belgrad umzugehen, werde er zu einem Helden, ohne sich selbst je als Held zu sehen.
Die Deutsche Film- und Medienbewertung versah den Film mit dem Prädikat besonders wertvoll. In der Jury-Begründung heißt es, der Film entwickele in seiner Langsamkeit eine emotionale Kraft, die die Ausweglosigkeit und Vergeblichkeit von Nikolas Mission herausstreicht, ohne den Film allzu vorhersehbar ins Katastrophische aufzulösen. Stattdessen halte er interessante Lektionen bereit, so wenn Nikola Menschen begegnet, denen es fast noch schlechter geht. Aus dem Mann, den man bemitleidet, werde eine Figur, die man für die Kraft bewundert, mit der er daran festhält, Normalität für sich und seine Familie herstellen zu wollen.

### Auszeichnungen (Auswahl)
Vater – Otac wurde von der Jury der Evangelischen Filmarbeit zum Film des Monats Dezember 2020 bestimmt. Im Folgenden eine Auswahl weiterer Auszeichnungen und Nominierungen.

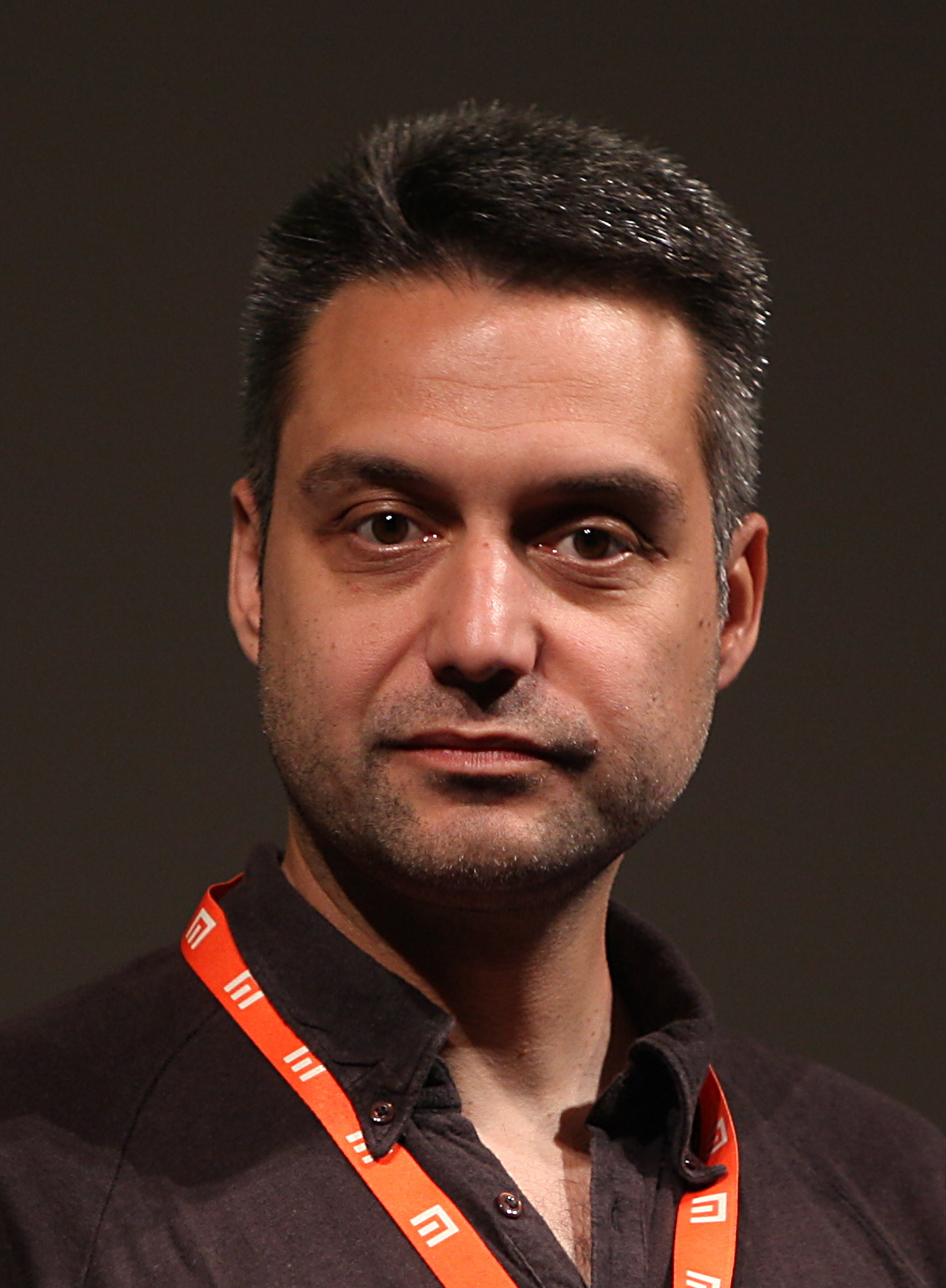
Regisseur Srđan Golubović

Calgary International Film Festival 2020
- Auszeichnung als Bester internationaler Spielfilm (Srđan Golubović)[17]

CinÉast – The Central and Eastern European Film Festival 2020
- Nominierung im Hauptwettbewerb
- Lobende Erwähnung für Srđan Golubović[18][19]

Europäischer Filmpreis 2020
- Nominierung als Bester Darsteller (Goran Bogdan)[20]

Fünf Seen Filmfestival 2020
- Nominierung für den Fünf Seen Filmpreis[21]

Internationale Filmfestspiele Berlin 2020
- Auszeichnung mit dem Publikumspreis in der Sektion Panorama (Srđan Golubović)
- Auszeichnung mit dem Preis der Ökumenischen Jury – Panorama (Srđan Golubović)[22]

Minsk International Film Festival „Listapad“ 2020
- Nominierung für den Grand Prix Golden Listapad (Srđan Golubović)[23]

Montpellier Mediterranean Film Festival 2020
- Auszeichnung als Bester Film mit der Antigone d’Or (Srđan Golubović)[24]